# EADS バラクーダ
バラクーダ
- 用途：偵察UAV
- 設計者：EADS
- 製造者：EADS
- 運用者

  -  ドイツ
  -  スペイン
- 初飛行：2006年4月

EADS バラクーダ（EADS Barracuda）は、EADSが開発したヨーロッパ製の無人航空機。開発はドイツとスペインの共同事業であった。
この機体の初飛行は2006年の4月でイベリア半島のはずれで行われた。処女飛行は成功したものの、その後の飛行試験で9月23日にスペインの海岸に試作機が水没し、全損している。開発計画はこの事故で一時中断され、2008年11月に二機目の試作機が完成したことで再始動した。この二号機は2009年7月にカナダのグースボーイ空軍基地で行われた一連のテストフライト群で成功を収めた。
バラクーダの戦略的および防衛契約においての主な競合相手はダッソー nEUROnである。両者ともステルス性とマッハ0.85以上の最高速度を有する。ドイツ、スペインがバラクーダ側につき、nEUROnはフランスとスウェーデンがそうである。バラクーダはまだ開発段階であるためあまり多くは知られていない。しかし、おそらく2万フィート以上の飛行高度と300Kgのペイロードを有していると考えられる。

## 開発
バラクーダの起源はUAV設計の研究であり、アメリカ合衆国やイスラエルが独占している市場に中高度飛行の長距離UAVを売り込む予定であった。公式に発表されたのは2006年の国際航空宇宙展においてバラクーダの運用と諸元が明らかになった。EADSの当面の焦点はドイツでの指定された空域での無制限飛行の認可を受け取ることだが、長期的にはあらゆる空域でのそれを目指している。
モジュールプラットフォームで開発する計画もあり、これならば海上哨戒のような任務などへの換装も行える。攻撃能力の付与は計画されていないが、運用者が望むならば武器の装備するよう換装することもおそらく可能だろう。兵器システムの搭載も同様に可能で、その場合は中央ペイロードベイに搭載されるだろう。
ドイツはフランス主導のnEUROnへの対抗のためスウェーデンやイタリアに共同UAV開発への参加を交渉したが、これらはnEUROnに加わった。

## 設計
バラクーダは特注のシステムだけでなく商用オフザシェルフの要素も用いている。またほとんど完全に炭素繊維を用いて作られており、重要な金属部品は翼桁だけである。また翼桁は輸送の際には簡単に取り外すことも可能である。
EADSは今のところ双発型の派生UAVを研究しており2009年に初飛行の予定である。

## 諸元
- 乗員: 0
- 全長: 8.25 m
- 全幅: 7.22 m
- 空虚重量: 2300 kg
- 最大離陸重量: 3250 kg

## 登場作品
『エースコンバット7 スカイズ・アンノウン』
当機をモデルとしたエルジア王国軍の無人戦闘機「MQ-99」が敵機として登場。コンテナからの展開・発進が可能であり、劇中ではそれを生かしてオーシア連邦各地の港湾に停泊していたコンテナ船から発進し奇襲攻撃を行っている。